# Бастия-1
Бастия-1 (фр. Bastia-1) — кантон во Франции, находится в регионе Корсика, департамент Верхняя Корсика. Входит в состав округа Бастия.
Код INSEE кантона — 2B01. В кантон Бастия-1 входит часть коммуны Бастия и коммуна Вилле-ди-Пьетрабуньо.

## История
Кантон был создан в XIX веке под названием «Бастия-Терравеккья». 18 августа 1973 года он был изменён территориально и стал называться Бастия-1 (центр). В кантон входила часть коммуны Бастия.
По закону от 17 мая 2013 и декрету от 14 февраля 2014 года количество кантонов в департаменте Верхняя Корсика уменьшилось с 30 до 15. Новое территориальное деление департаментов на кантоны вступило в силу во время выборов 2015 года. Таким образом, к кантону 22 марта 2015 года была добавлена коммуна Вилле-ди-Пьетрабуньо из кантона Сан-Мартино-ди-Лота.

## Население
В таблице приведена динамика численности населения по 2012 год. В 2015 году территория кантона увеличилась на коммуну Вилле-ди-Пьетрабуньо, а население соответственно возросло до 13 226 человек.
| 1990 | 1996 | 2006 | 2011 | 2012 |
| ---- | ---- | ---- | ---- | ---- |
| 7763 | 6304 | 7195 | 7452 | 7645 |

## Политика
Согласно закону от 17 мая 2013 года избиратели каждого кантона в ходе выборов выбирают двух членов генерального совета департамента разного пола. Они избираются на 6 лет большинством голосов по результату одного или двух туров выборов.
В первом туре кантональных выборов 22 марта 2015 года в кантоне Бастия-1 баллотировались 5 пар кандидатов (явка составила 51,10 %). Во втором туре 29 марта, Ванина Ле Бомен и Мишель Росси были избраны с поддержкой 71,61 % на 2015—2021 годы. Явка на выборы составила 49,42 %.
| Мандат | Мандат | Кандидаты                            |                | Партия                              | Первый тур | Первый тур     | Второй тур | Второй тур |
| Мандат | Мандат | Кандидаты                            | Кол-во голосов | Партия                              | % голосов  | Кол-во голосов | % голосов  |            |
| ------ | ------ | ------------------------------------ | -------------- | ----------------------------------- | ---------- | -------------- | ---------- | ---------- |
| 2015   | 2021   | Ванина Ле Бомен и Мишель Росси       |                | Беспартийные правые                 | 1548       | 50,57          | 2033       | 71,61      |
| 2015   | 2021   | Лора Албертини и Жан Жероними        |                | Социалистическая партия             | 531        | 17,35          | 806        | 28,39      |
| 2015   | 2021   | Кристоф Каниони и Стефани Гьакометти |                | Национальный фронт                  | 393        | 12,84          |            |            |
| 2015   | 2021   | Эммануэль Мариини и Франсис Риолаччи |                | Французская коммунистическая партия | 388        | 12,68          |            |            |
| 2015   | 2021   | Мишель Маестраччи и Максим Поли      |                | Беспартийные                        | 201        | 6,57           |            |            |